# Ernesto Segura de Luna
Ernesto Segura de Luna (Barcellona, 11 febbraio 1922 – Mataró, 30 agosto 2008) è stato un dirigente sportivo e avvocato spagnolo, membro del FIBA Hall of Fame dal 2010 in qualità di contributore.

## Carriera
Ha ricoperto numerosi ruoli ai vertici della pallacanestro spagnola ed internazionale. Ha infatti guidato la Federazione cestistica della Spagna (FEB) tra il 1972 ed il 1984, e tra il 1992 ed il 2004; è stato in seguito nominato Presidente Onorario della FEB. In precedenza (1959-1972) aveva presieduto la Federazione cestistica della Catalogna.
Ha fatto parte del Comitato Olimpico spagnolo dal 1973 al 1989, e della Commissione Legale della FIBA dal 1986. Ha presieduto la FIBA Europe dal 1996 al 1998.